# Adone Zoli
Adone Zoli (Cesena, 16 de diciembre de 1887 - Roma, 20 de febrero de 1960) fue un político italiano integrante del partido demócrata cristiano. Fue primer ministro de Italia desde 1957 hasta 1958.

## Biografía
Zoli nació en Cesena (provincia de Forlì-Cesena).
Fue elegido para la Cámara de Diputados entre 1948 y 1958. Fue Ministro de Justicia en 1951 durante el octavo gobierno de Alcide De Gasperi. Ministro de Economía en 1954 bajo el gobierno de Amintore Fanfani y nuevamente durante el mandato de Antonio Segni.
En 1957 asumió como primer ministro gracias a los votos del grupo neo-fascista Movimiento Social Italiano. Lo que creó desconcierto ya que Zoli fue un antifascista. Él renunció, pero convencido por el Presidente Giovanni Gronchi hizo constantes presiones hasta la disolución del parlamento en 1958. 